# ديفيد كيرنز (لاعب دوري الرغبي)
ديفيد كيرنز (بالإنجليزية: David Cairns)‏ هو لاعب دوري الرغبي بريطاني، ولد في 1 مارس 1959 في Askam and Ireleth ‏ في المملكة المتحدة.